# 松岡調
松岡 調（まつおか みつぎ、文政13年7月2日（1830年8月19日）- 1904年（明治37年）12月17日）は、幕末・明治期の神官・国学者。幼名を米三（米象）、諱を春礿（はるとき）。

## 経歴
高松藩藩士佐野正長の次男として生まれる。幼少より学問を好み、友安三冬（良介）から国学、中村尚輔から和歌、森良敬から絵画を学んだ。嘉永3年（1850年）、多和神社社家である松岡寛房の養子となり、多和神社の祀官となる。慶応2年（1866年）、養父の後を継いで同社の神主となる。明治2年（1869年）、高松藩の藩校の皇学寮の教授として招かれ、同年藩が新政府の神仏分離令を実施するために松岡らに讃岐国の寺社の実態調査を行わせた。この結果、讃岐国内の神社の来歴などが明らかにされた。明治5年（1872年）金刀比羅宮の禰宜を兼務する。古典考証の学や考古学に通じて維新後に東京大学に遊学し、絵画を得意として藩政時代に『讃岐国名勝図会』の製作に協力している。明治以後、仕事によって日本各地に出張して学者・文人たちと交わり、各地の典籍・書画・考古遺物の蒐集・調査、讃岐郷土史の研究などにあたった。明治18年（1885年）、多和神社内の自邸に蔵を建てて「香木舎」と命名し、自分が集めた典籍や事物を保管した（多和文庫）。明治27年（1894年）に従八位下に叙せられるが、翌年に発生した金刀比羅宮を巡る不祥事（日清戦争に際し、朝鮮半島や遼東半島に独自に神道布教を図った問題）に巻き込まれて金刀比羅宮禰宜を解任されるが、明治35年（1902年）に兵庫県の伊和神社宮司に任ぜられ、明治37年（1904年）には香川県の田村神社宮司に任ぜられた。
『古事記刪定』『古語拾遺刪定』『新撰姓氏録刪定』『国土考』『讃岐国官社考証』など多くの著作を著したが、晩年の大作『新編讃岐国風土記』は未完ながらも特に優れた内容とされている。他にも文久4年（1864年）から死の直前まで書かれた『年々日記』は彼の広い交際を窺わせるとともに、地方における廃仏毀釈・神道国教化の動きを知る上でも貴重な史料とされている。